# Storia degli ebrei in Galles
La storia degli ebrei in Galles inizia nella seconda metà del XIII secolo. Ma nel 1290 Edoardo I d'Inghilterra, emise una dichiarazione che obbligava gli ebrei a lasciare il Regno d'Inghilterra. Dopodiché, ad eccezione di un riferimento del XIV secolo, sembra che gli ebrei non siano stati in Galles fino al XVIII. Significative comunità ebraiche in Galles possono essere menzionate solo nel XIX secolo. Oggi ci sono comunità o sinagoghe in 27 città, la maggior parte delle quali nel sud-est.

## Le prime comunità
Ci sono registrazioni di ebrei a Caerleon, Chepstow e Abergavenny negli anni 1270 e 1280. Sebbene Edoardo I escludesse gli ebrei dall'Inghilterra nel 1290, c'è un riferimento eccezionale a un ebreo anonimo che viveva nel commote di Deilo Manor nel 1386-1387.
Successivamente, la prima prova del giudaismo si trova in un documento di una piccola comunità ebraica a Swansea intorno al 1730. Nel secolo successivo si formarono comunità ebraiche in altre parti del Galles meridionale, ad esempio Cardiff, Merthyr Tydfil, Pontypridd e Tredegar.

## Periodo recente
Con la crescita generale dell'immigrazione ebraica in Gran Bretagna nel XIX secolo, si stabilirono comunità ebraiche in molte parti del Galles. Le comunità esistenti furono rafforzate e ne furono create di nuove principalmente nelle aree industriali. Questo faceva parte di un modello di persone che venivano in Galles da paesi come l'Irlanda, l'Inghilterra e l'Italia per lavorare. Entro la fine del secolo la maggior parte delle valli del Galles meridionale aveva piccole comunità ebraiche, per lo più commercianti e proprietari di negozi.

## Persecuzione degli ebrei a Tredegar
È stato dimostrato un livello approvato di tolleranza nei confronti delle nuove comunità ebraiche. Ma c'è un'eccezione. Nella zona di Tredegar e in altre città della zona, l'antisemitismo ha mostrato la sua forza il 19 agosto 1911, quando i negozi ebrei furono attaccati da folle di lavoratori (circa 200 di loro), alcuni che cantavano inni cristiani. Le vetrine dei negozi ebrei sono state distrutte e rubate, con la polizia che è rimasta impotente. Giorni dopo la violenza si era diffusa a Rhymney Valley e Ebbw Vale, Brynmawr, Bargoed e Senghennydd. Non si fece menzione degli ebrei nelle Valli dopo questo.

## Oggi
Oggi ci sono comunità o congregazioni ebraiche a Swansea, Cardiff, Llandudno e Welshpool. C'erano comunità ebraiche ad Aberdare, Abertillery, Colwyn Bay, Bangor, Bargoed, Brynmawr, Neath, Ebbw Vale, Llanelli, Merthyr Tydfil, Bridgend, Penrhiwceiber, Pontypool, Pontypridd, Porthcawl, Port Talbot, Ammanford, Tonypandy, Newbridge, Tredegar, Wrexham, Barry, Rhyl e Ystalyfera, ma non più operativi (a causa di recinzione, demolizione, ecc.). Si può vedere che esiste una sola comunità tra la costa settentrionale e il sud-est del Galles. Una delle principali sinagoghe è la Sinagoga unita di Cardiff.